# 庫拉斯科區
庫拉斯科區（西班牙語：Distrito de Curasco），是秘魯的一個區，位於該國南部阿普里馬克大區的格羅省，始建於1993年10月29日，面積139.8平方公里，海拔高度3,460米，2005年人口1,742，人口密度每平方公里12人。